# Zespół Szkół nr 3 w Szczecinie
Technikum Ekonomiczne im. rtm. Witolda Pileckiego w Szczecinie (dawny Zespół Szkół nr 3) – jedna z najstarszych szkół na Pomorzu Zachodnim utworzona w 1945 r. 
Pierwszym dyrektorem szkoły w 1945 był Wiktor Kędzierski. Początkowo szkoła nosiła nazwę Miejskie Gimnazjum Kupieckie i Liceum Handlowe, mieściła się przy ul. Felczaka 26. W ciągu lat wielokrotnie zmieniała nazwę, zawsze kształcąc w profilu handlowo-ekonomicznym. W 1957 wybudowano nowy gmach szkolny przy ul. Sowińskiego 1.
W 1959 powstał w szkole zespół wokalny „Filipinki” założony przez nauczyciela muzyki, ekonomii i towaroznawstwa Jana Janikowskiego. Zespół koncertował z sukcesami w Polsce i za granicą, dokonywał nagrań radiowych i telewizyjnych, był jedną z najpopularniejszych grup wokalnych w latach 70. XX w. W 1970 roku szkoła otrzymała imię komunistycznego ekonomisty i polityka Oskara Langego. W 1972 otwarto nowy rodzaj szkoły – Liceum Zawodowe. W 2002 rozszerzono profil szkoły o Liceum Ogólnokształcące i Liceum Profilowane. Odtąd nazwa szkoły brzmiała Zespół Szkół Nr 3 im. prof. Oskara Langego (do 2017 r., kiedy patronem został Witold Pilecki).
Szkoła prowadzi działalność wydawniczą, publikując skrypty i podręczniki dla uczniów. Od 1997 r. ukazały się takie pozycje, jak: Matematyka dla szkół średnich (1997), Podstawy ekonomii, Mikroekonomia (1998), Zasady gry rynkowej (1999), Statystyka (2000), Tolerancja wyrazem dojrzałości (2002), Internetowe ABC (2002), Bazy danych, ćwiczenia praktyczne (2003), Nasz Bałtyk, nasze rejsy i porty. „Darem Szczecina” na Bornholm (2002).
Obecnie Technikum Ekonomiczne im. rtm. Witolda Pileckiego w Szczecinie  kształci młodzież w następujących zawodach: technik ekonomista, technik handlowiec, technik reklamy, technik logistyk, technik grafiki i poligrafii cyfrowej i technik rachunkowości. Dyrektorem szkoły jest Barbara Bernat